# Friedhof Kröllwitz

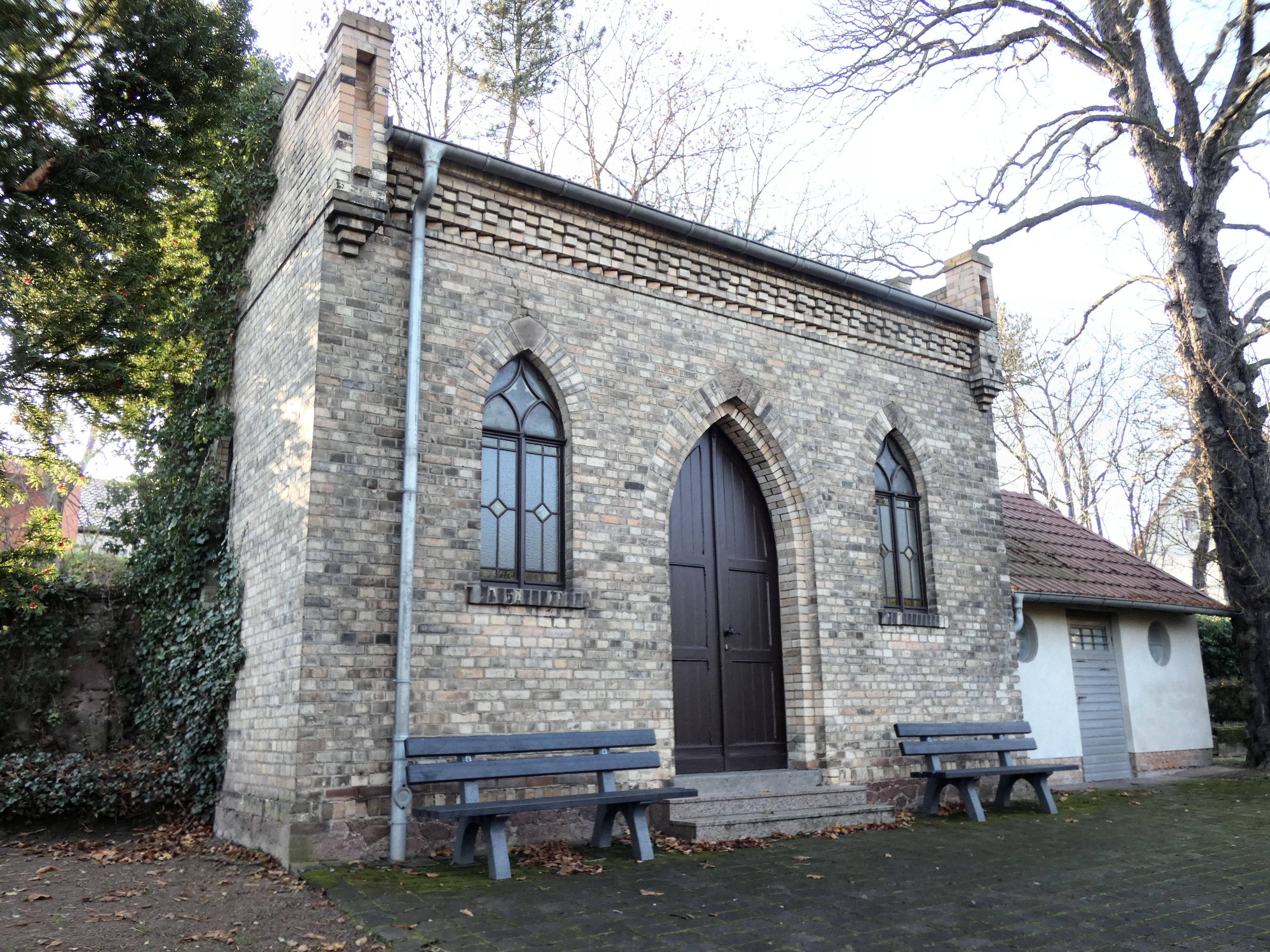
Friedhofskapelle auf dem alten Teil des Friedhofs

Der Friedhof Kröllwitz wurde 1899 im Stadtteil Kröllwitz von Halle (Saale) eingerichtet.

## Beschreibung
Der Friedhof mit einer Fläche von ca. 1,5 Hektar besteht aus zwei Teilen, die durch die Lettiner Straße voneinander getrennt sind. Auf dem älteren, westlich der Straße gelegenen Teil befindet sich die Feierhalle. Dort erfolgte die erste Bestattung im Jahr 1899. Mit etwa 450 Grabstellen ist er gegenüber dem neueren Teil der kleinere. Der östlich der Straße gelegene Teil hat etwa 2500 Grabstellen und wurde 1950 eingerichtet. Von der Ausstattung ist eine Brunnenfigur des Bildhauers Richard Horn erwähnenswert. Träger ist die Stadt Halle.
Der ältere Teil des Friedhofs mit der Friedhofskapelle steht unter Denkmalschutz. 
Die Friedhofskapelle, erbaut Ende des 19. Jahrhunderts, ist ein schlichter gotisierender Backsteinbau mit seitlichen Stufengiebeln und spitzbogigen Fenster- und Türöffnungen, auf den eine Allee axial hinführt.
Auf dem Friedhof sind der germanistische Mediävist Georg Baesecke, der Prähistoriker Friedrich Schlette, die Keramikerin und Bildhauerin Gertraud Degen sowie die Maler und Graphiker Charles Crodel, Albert Ebert und Otto Möhwald bestattet.